# A Gázláng Negyed
A gázláng negyed (eredeti cím: The Gaslight District) egy független, felnőtt animációs websorozat, amelyet Nick Szopko készitette, a Glitch Productions produkciójábol.
A bevezető rész 2025. április 18-án jött ki.

## Cselekmény
A sorozat, "A mosolygó holtak" néven ismert élőhalott gengsztercsaládrol szól, akik megpróbálják megtalálni a helyüket és harcolni az irányításért egy poszt-apokaliptikus világban.

## Szereplők

### Főszereplők
| Szereplő              | Eredeti hang       | Magyar hang          | Leírás |
| --------------------- | ------------------ | -------------------- | --- |
| Melancholy "Mel" Hill | Allanah Fitzgerald | Tamási Nikolett      | A Mosolygó Holtak maffia hercegnője és az egyetlen emberi tagja, akiről megjósolták, hogy pusztulást hoz a a Gázláng Negyedbe. Szenvedélyesen csatlakozik a banda tevékenységeihez, kockáztatva, hogy lelepleződik a személyazonossága, ami nézeteltérésekhez vezet Kennel. |
| Ken, a hentes         | Jason Marnocha     | Orbán Gábor          | A Mosolygó Holtak gyilkos vezetője, a Bálnabél Hentesbolt tulajdonosa, és Mel örökbefogadó apja, aki eltitkolja Mel emberi identitását a többi Rothadtak elől, és megvédi őt a veszélytől.                                                                                  |
| Kenyérfej             | Gianni Matragrano  | Gargya Márk          | Ken hűséges, de gyenge elméjű fia és Mel örökbefogadó öccse, aki a Mosolygó Holtak erős embere. Ő egy „élesztő gólem”, akinek a feje egy szeletelt kenyérre hasonlít. |
| Mud                   | John Whinfield     | Németh Attila István | Ken kapzsi és opportunista öccse, és Mel örökbefogadó nagybátyja. |

### Mellékszereplők
| Szereplő    | Eredeti hang         | Magyar hang    |
| ----------- | -------------------- | -------------- |
| Szorgalom   | Michael Kovach       | Fáncsik Roland |
| Mérséklet   | Belsheber Rusape Jr. | Takáts Máté    |
| Angyal Anya | Margaret Ashley      | Téglás Judit   |

### További szereplők
| Szereplő        | Eredeti hang   | Magyar hang       |
| --------------- | -------------- | ----------------- |
| Jack, a patkány | John Whinfield | Kádár-Szabó Bence |
| Joshua          | Max Palardy    | Ódor István       |
| Narrátor        | Taher Chy      | Bartók László     |

### Magyar változat
- További magyar hangok: Dézsy Szabó Gábor, Bartók László, Dömötör Naomi, Bérces Gabriella, Ódor István és Nyomárkay Zsigmond
- Szinkronrendező és Gyártásvezető: Dömötör Naomi
- Hangmérnök: Gargya Márk
- Magyar szöveg: Dömötör Naomi és Gargya Márk

A szinkront a Pink Sunset Studio készítette.

## Epizódlista

### 1. évad (2025-)
| #  | #  | Eredeti cím | Magyar cím | Képes forgatókönyv (Storyboard)                  | Eredeti premier   | Magyar premier    |
| -- | -- | ----------- | ---------- | ------------------------------------------------ | ----------------- | ----------------- |
| 1. | 1. | Pilot       | Bevezető   | Robin French, AD Taeza, Neda Lay, és Nick Szopko | 2025. április 18. | 2025. április 19. |

## Produkció
Nick Szopko, a sorozat alkotója és showrunnerje 2022. november 29-én tette közzé a pilot teaserét a PartTimeSeagull nevű YouTube-csatornáján.
2023. november 9-én Szopko, valamint a Glitch Productions alapítói, Kevin és Luke Lerdwichagul a Glitch élő streaming eseményén, a GLITCHX-en jelentették be, hogy a sorozatot felvették, miután Szopko még 2022-ben egy évig kizárólag a sorozatot fejlesztette, amelyben egy új teasert adtak ki.
A pilot hivatalos előzetese 2025. március 21-én jelent meg, premierje pedig április 18-án lesz. A előzetesben A csodálatos digitális cirkusz alkotója, Gooseworx zenéje hallható.